# Религија античке Месопотамије
Религија античке Месопотамије односи се на религијска веровања и ритуале цивилизација Месопотамије, посебно Сумера, Акада, Асирије и Вавилона, у периоду између 3500. п. н. е. и 400 н.е., након чега је она замењена хришћанством. На развој религије у Месопотамији нису посебно утицали људи који су пролазили кроз њене области, поготово јужне. Напротив, месопотамијска религија представљала је истрајну и кохерентну традицију која се током миленијума прилагођавала потребама њених присталица.
Религијске мисли у Месопотамији појављују се негде око 4. миленијума п. н. е, када су се обожавале и поштовале силе природе као основни извор ресурса хране. У 3. миленијуму п. н. е, предмети обожавања су персонификовани и претворени у божанства са одређеним функцијама. Последњи стадијуми месопотамијског политеизма, који су се развијали током 2. и 1. миленијума, истицали су личну религију и ређање божанстава хијерархијски, где је национални бог био на челу пантеона. Месопотамијска религија је посустала ширењем иранских религија током Ахменидског царства и христијанизацијом Месопотамије.

## Историја
4. миленијума п. н. е, први докази месопотамијске религије јављају се појавом писма око 3500. п. н. е.
Становништво Месопотамије се у почетку састојало из две групе: оних који су говорили акадским језиком (који су касније подељени на Асирце и Вавилонце), и оних који су говорили изолованим језиком, тј. Сумера. Ови људи припадали су различитим градовима-државама и мањим краљевинама. Сумери су оставили прве записе, због чега се верује да су основали цивилизацију Убаидског периода (6500. п. н. е. до 3800. п. н. е.) у Горњој Месопотамији. До историјских времена живели су у јужној Месопотамији, која је била позната као Сумер (а касније, Вавилон), и имали су велики утицај на оне који су причали акадским језиком, па и на њихову културу. Акађани су између 3500. п.н.е и 3000. п.н.е постали део јужне области, а акадска имена се на списковима владара појављују око 29. века п. н. е.
Сумери су били напредни у сваком погледу. Поред тога што су измислили писање, такође су заслужни за прве облике математике, кочија, астрономије, астрологије, писаних закона, организоване медицине, напредне пољопривреде и архитектуре, као и календара. Основали су прве градове-државе попут Урука, Ура, Лагаша, Киша, Уме, Адаба, Исина, Еридуа, Зимбира и Акшака, а сваком од њих је владао енси. Сумери су били доминантни све до појаве Акадског царства под Саргоном Великим око 2335. п. н. е, када је Месопотамија обједињена под једним владарем.
Постојао је синкретизам између сумерских и акадских божанстава и култура. Акађани су бирали да обожавају мањи број богова, али су их уздизали не веће позиције моћи. Око 2335. године, Саргон Акадски је покорио Месопотамију, уједињујући њено становништво у прву империју на свету, и проширио границе од Ирана, Леванта и Анадолије, све до Канаана и Арабијског полуострва. Акадско царство опстало је пуна два века, пре него што је пропало из економских разлога, али и због унутрашњих немира и напада са севера и истока.
Са Нео-сумерским царством, Месопотамија се поделила у мноштво држава. Асирија се развила током 25. века п. н. е, са седиштем на северу, у области Старог царства, а јужна Месопотамија се распарчала у краљевства, од којих су највећа била Исин, Ларса и Ешнуна.
1894. године п. н. е, основан је Вавилон, који је у почетку био град-држава. Током његове историје, ретко су га контролисале локалне династије. Након овог периода, Сумери нестају и стапају се са Акађанима.
Око 1750. године п. н. е, краљ Хамураби је освојио велики део Месопотамије, али се то царство распало након његове смрти, а Вавилон је опет спао на град-државу. Аморићани су свргнути 1595. године п.н.е нападима Касита, који ће владати Вавилоном преко 500 година.
Асирија, која је била доминантна сила између 20. и 18. века п. н. е, поново је постала моћна оснивањем Средњоасирског царства (1319. п.н.е до 1050. п. н. е.). Поразила је Хетите и Митане и натерала Египћане да се повуку са Блиског истока. Средњоасирско царство се на свом врхунцу простирало од Кавказа до данашњег Бахреина и од Кипра до западног Ирана.
Новоасирско царство (911. п.н.е до 605. п. н. е.) представљало је најдоминантнију силу на свету, али и највећу. Месопотамијску културу и религију ширили су далеко изван граница царства владари попут Асурбанипала, Тукулти-Нинурта II, Тиглата-Пилесара III, Шалманесера IV, Саргона II, Сенахериба и Асархадона. Током Новоасирског царства, арамејски језик постао је званични језик империје, као и целе Месопотамије. Последњи записи на акадском језику били су астролошки текстови.
Царство је уништено између 612. и 599. године п. н. е, након дугог периода грађанских ратова који су се проширили до Вавилона, што је Месопотамију на крају оставило у стању хаоса. Ослабљена Асирија је тада била мета напада коалиције вазала, која се састојала од Вавилонаца, Халдејаца, Међана, Скита, Персијанаца и Кимеријаца. Ове нападе предводили су Набопаласар и Кијаксар. Нинива је опљачкана 612. године п. н. е, Харан је пао 608. п. н. е, Каркемиш је освојен 605. п. н. е, а последњи трагови асирске администрације нестали су из Тел Шеик Хамада до 599. п. н. е.
Вавилон је имао кратак период моћи и утицаја, првобитно под Халдејском династијом, која је покорила већину царства. Међутим, последњи краљ Вавилона, Набонид, пореклом Асирац, није марио за политику, већ је посветио пажњу култу бога месеца, Сина, а власт је оставио у руке свог наследника Белшазара. Ово, као и чињеница да су Персијанци и Међани постајали све моћнији, довело је до освајања Нововавилонског царства 539. п. н. е, након чега су Халдејци нестали из историје, док су људи, култура и религија Месопотамије наставили да се развијају.

### Утицај Асираца
Попут многих нација у историји Месопотамије, Асирија је, у почетку, била олигархија пре него монархија. За ауторитет се сматрало да лежи у „граду”, са три главна центра моћи—у рукама већа стараца, наследника и епонима. Владар је председао над већем и спроводио њихове одлуке. Није био ословљаван типичним акадским изразом за „краља”, šarrum; та титула била је резервисана за бога Ашура, док је владар представљао његовог врховног свештеника. Трећи центар моћи био је епоним (limmum), који је сличан конзулима из доба антике. Он се бирао на годишњем нивоу и био је задужен за економску администрацију града, захваљујући којој је имао моћ да приводи људе и конфискује имовину.

#### Религија у Новоасирском царству
Религија Новоасирског царства утемељена је првенствено на асирским краљевима. Владавина је током овог периода била веома уско повезана са идејом божанског мандата. Асирски краљ, без обзира што није био бог, сматран је главним слугом врховног бога, Ашура. Његов ауторитет поштован је све док је врховни свештеник убеђивао људе да је бог задовољан тренутним избором владара. За Асирце који су живели у Асуру и околним подручјима, овај систем представљао је норму. За покорено становништво, с друге стране, био је необичан, а посебно људима мањих градова-држава. Временом, Ашур је постао врховни бог асирске области, која се простирала од Кавказа до Јерменије на северу, Египта, Нубије и Арабијског полуострва на југу, од Кипра и источног Средоземног мора на западу и централног Ирана на истоку. Ашур, који је био заштитник града Асура од касног бронзаног доба, константно је био у ривалству са заштитником Вавилона, Мардуком.

### Каснија историја Месопотамије
539. године п. н. е, Месопотамију је освојило Ахеменидско царство (539. п.н.е до 332. п. н. е.), којим је тада владао Кир Велики. Тиме је завршена семитска доминација на Блиском истоку, која је трајала преко 3000 година. Персијанци се нису мешали у њихову културу и религију, а Асирија и Вавилон су наставили да постоје као делови царства. Временом је Асирија постала довољно моћна да се побуни против Персије 522. године и 482. године п. н. е. Током овог периода, сиријски језик и писмо се развијају у Асирији, да би после послужили као средство за ширење хришћанства.
330. године п. н. е, Александар Велики је поразио Персијанце и покорио Месопотамију. Након његове смрти, све већи утицај хеленизма донело је Селеукидско царство. Асирија и Вавилон су касније постале провинције Партског царства (Атура и Вавилонска провинција), Рима (Асирска провинција) и Сасанидског царства (Асуристан).
Током Партског царства, догодио се велики препород Асирије између 2. и 4. века п.н.е, када су храмови поново посвећивани божанствима попут Ашура, Сина, Шамаша, Хадада и Иштар у независним државама као што су Асур, Адијабена, Дахук, Осроена, Бет Гармаи и Хатра.
Са христијанизацијом Месопотамије, која је започета у 1. веку н.е, независним асирским државама владали су преобраћени у оквиру Цркве Истока и Сиријске оријентално-православне цркве. Гностичке секте попут Мандеизма и Сабијанизма су такође постале популарне, али су старе религије без обзира коегзистирале са новим, монотеистичким; богови Ашур и Син су у Асирији обожавани све до 4. века н.е. У 3. веку п. н. е, јавља се још једна месопотамијска религија, Манихејство, која је у себи садржала елементе хришћанства, јудаизма, будизма и зороастризма.

## Митологија
Не постоје конкретни писани извори који описују месопотамијску религијску космологију. Без обзира на то, модерни аутори су изучавали разне списе и тако створили њен приближни приказ. Еп Енума Елиш, који потиче највероватније из 1200. п. н. е, описује како је бог Мардук убио богињу Тиамат, и од једне половине њеног тела створио земљу, а од друге рај (šamû) и подземље (irṣitu). Запис из сличног периода тврди како је универзум сферног облика, са три нивоа раја, где живе богови и где обитавају звезде, изнад три слоја земље.

### Божанства
Месопотамијска религија је била политеистичка, што значи да је прихватала постојање различитих божанстава, и мушких и женских, али је такође била и хенотеистичка, тј. неки богови сматрани су супериорнијим у односу на друге. Различити градови имали су своје заштитнике, на пример, бог Енки је био повезан са градом Ериду, бог Ашур је био заштитник Асура, а Иштар заштитница Ербиле. Иако се не зна тачан број месопотамијских божанстава, К. Талквист је у свом делу „Akkadische Götterepitheta” (1938) навео скоро две хиљаде, од којих већина носи сумерско име. У акадском језику, богови су се ословљавали термином ilu, док се се у сумерском језику користио назив dingir.
Месопотамијска божанства била су антропоморфна, што значи да су имала људско обличје. Исто тако су се и често понашала као људи; захтевала су храну и пиће, а такође су и пијанчила. Међутим, једина разлика је што су били савршенији од било ког човека, најмоћнији, видовити и, пре свега, бесмртни. Свако божанство је око себе имало застрашујућу светлост (melammu), која је изазивала моментално дивљење међу смртницима. У многим случајевима, божанства су била у крвном сродству, што је уобичајено и у другим политеистичким религијама.
Првобитно, пантеон није био уређен, али су потоњи месопотамијски теолози одлучили да божанства поређају по важности. Сумерски списак откривен на фарми у Тел Абу Салабиху, рангирао је пет основних божанста као најважнија.
Један од најважнијих богова ране месопотамијске религије био је Енлил, који је сматран краљем свих богова и владарем света. Још један бог, Ан, је имао сличну улогу, а касније је постао познат као Ану међу Акађанима. Сумерски бог Енки је такође присвојен у Акаду, а затим и бог Уту, који ће временом постати бог Шамаш. Једна од најважнијих сумерских богиња била је божанство секса и рата, Иштар. Када је Вавилон постао владајућа сила у 18. веку п. н. е, Хамураби је прогласио Мардука врховним богом.
Можда најзначајнија религијска легенда која потиче из Месопотамије је Еп о Гилгамешу, који говори о краљу Гилгамешу и његовој потрази за бесмртношћу, која се преплиће са свим боговима и њиховим одобрењем.

## Култна пракса

### Храмови
Сваки град у Месопотамији био је дом једном божанству, а они важнији имали су улогу заштитника. Храмови су се углавном налазили у градовима, а грађени су од ћерпича у облику зигурата. Његова симболика и значај је предмет дискусија, али већина аутора се слаже да зигурат представља врсту степеништа или мердевина уз помоћ којих се богови спуштају из и пењу у рај. Међутим, постоје назнаке да се сам божански култ налазио у горњем храму, што може значити да је храм у целини представљао један велики олтар. Остале теорије налажу да кула осликава космичку планину где су „сахрањени” богови који константно умиру и поново се рађају. У неким храмовима, попут храма бога Енкија у Еридуу, садило се свето дрво (kiskanu) у оквиру свете шуме. Она је била средиште обреда које је вршио краљ, који је имао улогу „врховног баштована”.
Месопотамијски храмови су у почетку грађени да би служили као дом боговима, за које се мислило да обитавају на земљи зарад добробити града и краљевства. Слике богова или идоли у засебној просторији симболизовали су њихово присуство. То се описује и у поеми „Како је Ера уништио свет”, у којој се описује како је бог Ера преварио бога Мардука да напусти своју статуу. Идоли су освештавани кроз посебне ноћне ритуале, у којима су им „отварана уста” (pet pî) и у којима су испирани (mes pî), како би могли да говоре и виде. Ако је божанство било задовољно, прихватало би да се „усели” у предмет.
Идоли богова су двапут на дан одевани и у њихову славу су се приређивале гозбе. Тамјан се такође палио за време јела. Осим традиционалних гозби, биле су заступљене и жртвене, у којима је животиња (pūhu) била замена (dinānu) за човека, јер се веровало да тиме богови и демони свој гнев неће усмерити ка становништву.
Краљ је представљао религијског вођу (enu) култа и има је велики број дужности у храму. Осим њега, постојали су и остали „стручњаци” чији је задатак био да успоставе везу између људи и богова: свештеник-надзорник (šešgallu), свештеници који су прочишћавали душе од демона (āšipu), свештеници који су прочишћавали храм (mašmašu), свештеници који су кроз песме покушавали да умире богове (kalū), певачице (nāru), певачи (zammeru), занатлије (mārē ummāni), пророци (bārû), и остали.

### Приватна богослужења
Осим обожавања богова кроз јавне обреде, људи су такође поштовали лична божанства која су се кроз време мењала. Средином 3. миленијума п. н. е, неки владари су сматрали одређеног бога њиховим заштитником. 2. миленијума п. н. е, лична божанства имала су функцију да служе потребама обичног човека, који им је за узврат одржавао идол. Велики број писаних молитва је нађено на подручју Месопотамије, а свака од њих је величала једног одређеног бога. Историчар Жан Ботеро истиче како су људи заправо тада више гајили страх него љубав према божанствима које су обожавали. Међутим, сматрало се да сваки бог једном дому може подарити срећу, успех и заштиту против болести и демона, а да положај појединца у друштву умногоме зависи од његовог личног божанства.
У Месопотамији се снажно веровало у демоне, тако да су људи подједнако колико и свештеници учествовали у молитвама (šiptu) да би их се отарасили. Иако не постоји колективни назив за ова бића ни на сумерском ни на акадском језику, описивана су као опасне силе које су покушавале логичким путем да објасне због чега зло постоји у свету. Сматрало се да је демона било безброј, и да су поседовали моћ да науде и боговима. Осим њих, веровало се и у духове (etimmu) који су пре свега били несташни. Повремено су се користиле амајлије, али некада је била потребна помоћ егзорциста или посебног свештеника. Враџбине и церемоније су се упражњавале да би се лечиле различите болести које су сматране последицом демонске активности.
Прорицање је било заступљено и међу обичним становништвом. Полазиште сваког пророчанства било је да је судбина сваког човека већ унапред одређена, али да се може утврдити ритуалима и сагледавањем предсказања. Веровало се да су богови изражавали своју вољу кроз „речи” (amatu) и „заповести” (qibitu) које су се испољавале кроз различите догађаје. Постојало је безброј начина да се предвиди будућност, попут леканомације (посматрање уља које се сипа у посуду са водом), хепатоманције (посматрање изнутрица жртвованих животиња), ауспиције (посматрање понашања птица) и астрологије (посматрање небеских тела и метеоролошких појава). За интерпретацију ових феномена биле су потребне две врсте свештеника: испитивач (sa'ilu) и посматрач (bārû), а понекад и видовњак који је више био повезан са вештичарством.

## Морал, врлине и грех
Иако је древни паганизам био фокусиран на дужности и ритуале више него на морал, постоје записи који делимично описују неке основне моралне вредности. Веровало се да је човек производ божанског чина стварања, а да су сами богови извор живота и да су имали контролу над судбинама сваког живог бића. Имена новорођенчади су доказ да је свако дете сматрано даром одређеног божанства. Такође се сматрало да је човек створен да би служио боговима: бог је господар (belu), а човек роб (ardu) од кога се захтевало да гаји страхопоштовање (puluhtu) према њима. Дужности су пре свега биле култне и ритуалне природе, док су неке молитве изражавале позитивну психолошку везу између људи и божанстава. Награда човечанству била је успех и дугачак живот.
Сваки човек имао је обавезе и према својим сународницима које су биле религијског карактера, а то се посебно односило на краљеве дужности према својим поданицима. Један од разлога зашто су богови моћ ставили у руке владара био је да би на земљи проповедао правичност и поштење (mēšaru и kettu). Примера ради, очекивало се да краљ ослободи сваког невиног затвореника, да буде искрен, да поштује границе, итд.
Грех се изражавао терминима hitu (грешка, погрешан корак), annu (побуна) или qillatu (клетва), и била је заступљена идеја да је грех производ жеље да се „живи по сопственим правилима” (ina ramanisu). Грехом се такође подразумевало све оно што би изазвало бес код богова. Казна се испољавала кроз болести и несрећу, која је неминовно водила ка идеји да је човек био у стању и да несвесно почини грех. Бројни примери месопотамијске литературе описују како су ратови и природне катастрофе биле производ божанског гнева који је спроводио краљ.
Сумерски митови указују да су предбрачни односи били строго забрањени. Бракови су често били уговорени, а постајали су легални чим би младожења дао поклон младином оцу. Без обзира, предбрачни односи били су учестала појава. Изван сумерског друштва, месопотамијска религија и култура била је веома сексуализована, више у Вавилону него у Асирији, где је експресија сексуалног нагона сматрана карактеристиком цивилизованог живота — истополне везе, трансвестити и проституција биле су толерисане појаве. Обожавање богиње Иштар, које је било широко заступљено у Месопотамији, подразумевало је помахнитале игранке и крваве ритуале који су славили друштвену и физичку абнормалност.

## Загробни живот
Људи древне Месопотамије су веровали у загробни живот који је подразумевао земљу испод наше. Та земља је била позната као Irkallu и у њој је било места за све, без обзира на друштвени статус и поступке током живота. За разлику од хришћанског пакла, у Месопотамији је било превалентно уверење да подземље није ни казна, а ни награда. Без обзира, сматрало се да загробни живот није био нимало сличан оном на земљи, а да су покојници само беспомоћни и слаби духови. Приче попут мита „Адапа” говори како су људи осуђени да умру, а да истинска бесмртност припада само боговима.

## Есхатологија
Не постоје месопотамијске приче о крају света које су данас познате, али постоје претпоставке које налажу да се веровало да ће се оно у неком тренутку догодити. То је великим делом утемељено на списима свештеника Бероса, у којима се говори да ће свет трајати „дванаест пута по дванаест sar-а”, где један sar приближно 3,600 година, што значи да се у Месопотамији веровало да ће Земља постојати само 518,400 година. Берос није записао шта би се догодило након тога.

## Историјске студије

### Изазови
Асирологија је још увек млада наука, основана тек средином 19. века, тако да проучавање месопотамијске религије може бити веома комплексно, јер она никада није била догматске или систематичне природе. Божанства, митолошке личности, и њихови поступци у митолошким причама су се мењали током времена.
Деценијама су аутори сматрали како је немогуће дефинисати једну свеобухватну месопотамијску религију. Лео Опенхајм је истицао како се „систематично излагање месопотамијске религије не сме записивати”, док је Жан Ботеро сматрао како би било „сувише компликовано дељење религије у мање групе.”

### Панвавилонизам
Према Панвавилонизму, школи мишљења коју је основао Хуго Винклер и која је била прихваћена од стране, пре свега, немачких асиролога, постојао је друштвени систем на који је огромним делом утицао Вавилон. Сматрало се да су религије Блиског истока биле утемељене на вавилонској астрологији, Тори и јудаизму. Ова теорија је формирана након открића стеле у Сузи на којој је био исписан вавилонски мит о потопу, веома сличан Нојевом потопу. Међутим, митови о потопу су присутни у скоро свакој култури на свету, па чак и у оним културама које никада нису биле у контакту са Месопотамијом. Темељи школе Панвавилонизма се данас сматрају псеудонаучним, али се још увек уважава индиректни утицај вавилонске митологије на хебрејску и на остале блискоисточне митологије.